# عطراء
عطراء أو ديسومه أو جنبة عطرة (الاسم العلمي: Coleonema)، جنس جنبات معمرة من فصيلة السذابية. أنواعه ثمانية جميعها من مقاطعة الكاب الغربية بجنوب إفريقيا. في أستراليا، حيث يتم زراعتها لزينة للحدائق، يُشار إليها غالبًا باسم الديسومه.